# Gare de Belgodère
La gare de Belgodère est une gare ferroviaire française de la ligne de Ponte-Leccia à Calvi (voie unique à écartement métrique), située sur le territoire de la commune d'Occhiatana, à proximité de Belgodère (desservie par la gare de PK 79 + 800), dans le département de la Haute-Corse et la Collectivité territoriale de Corse (CTC).
C'est une halte des Chemins de fer de la Corse (CFC) desservie par des trains « grande ligne ». Arrêt facultatif (AF), il faut signaler sa présence au conducteur pour qu'il y ait un arrêt du train.

## Situation ferroviaire
Établie à 160 mètres d'altitude, la gare de Belgodère est située au point kilométrique (PK) 82,8 de la ligne de Ponte-Leccia à Calvi (voie unique à écartement métrique), entre les gare de PK 79 + 800 (AF) et du Regino (AF), s'intercale la halte fermée d'Occhiatana.

## Service des voyageurs

### Accueil
Halte CFC, c'est un point d'arrêt non géré (PANG) à accès libre. Arrêt facultatif  (AF) : le train ne s'arrête que si la demande a été faite au conducteur.

### Desserte
Belgodère est desservie par des trains CFC « grande ligne » de la relation Bastia - Calvi.

### Intermodalité
Le stationnement des véhicules est possible à proximité de l'ancien bâtiment voyageurs.

## Patrimoine ferroviaire
Les anciens bâtiments de la gare : le bâtiment voyageurs, la halle à marchandises et un édicule « toilettes ».